# Atomaria semitestacea
Atomaria semitestacea är en skalbaggsart som beskrevs av Edmund Reitter 1887. Atomaria semitestacea ingår i släktet Atomaria, och familjen fuktbaggar. Arten är reproducerande i Sverige.